# Panamint Valley

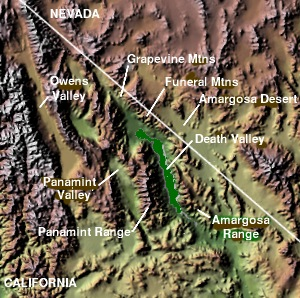
Panamint Valley

Panamint Valley je údolí na jihovýchodě Kalifornie, v krajích Inyo County a San Bernardino County.
Údolí má délku okolo 60 kilometrů a největší šířku do 10 kilometrů. Východně od údolí Panamint Valley leží pohoří Panamint Range, západně se nachází pohoří Argus Range. Východně, přes pohoří Panamint Range, se nachází známé údolí Death Valley a stejnojmenný národní park.